# Gaby Schöwe
Gabriela „Gaby“ Schöwe (* 26. Februar 1964 in Hamburg als Gabriela Schley) ist eine ehemalige deutsche Hockeyspielerin und Olympiateilnehmerin.
Gaby Schley begann ihre Karriere zusammen mit ihrer Zwillingsschwester in der Jugend des Uhlenhorster HC in Hamburg. 1984 wechselte sie zum Kölner HTC Blau-Weiss. Mit den Kölnerinnen gewann sie 1985 die Deutsche Meisterschaft im Hallenhockey sowie 1986 und 1987 die Deutsche Meisterschaft im Feldhockey.
Die offensive Mittelfeldspielerin debütierte 1982 in der deutschen Hockeynationalmannschaft. Sie belegte bei der Weltmeisterschaft 1983 den vierten Platz. Im Mai 1984 wurde in Lille die erste Feldhockey-Europameisterschaft der Damen ausgetragen, nach einer Halbfinalniederlage gegen die Niederländerinnen siegten die deutschen Spielerinnen im Spiel um Bronze gegen die Britinnen. Zwei Monate später besiegten die Niederländerinnen die deutsche Mannschaft bei den Olympischen Spielen in Los Angeles mit 6:2, die deutsche Mannschaft gewann Silber hinter den Niederländerinnen und vor den US-Amerikanerinnen. 1985 und 1987 stand sie in der siegreichen Mannschaft bei der Europameisterschaft im Hallenhockey. Dazwischen gewann sie bei der Weltmeisterschaft 1986 erneut Silber hinter den Niederländerinnen. Bei der Europameisterschaft 1987 unterlag die deutsche Mannschaft bereits im Halbfinale gegen die Niederländerinnen; im Spiel um den dritten Platz siegte die sowjetische Mannschaft gegen das deutsche Team. Zum Abschluss ihrer internationalen Karriere belegte Gabriele Schöwe mit der deutschen Mannschaft den fünften Platz bei den Olympischen Spielen 1988. Insgesamt wirkte Gaby Schöwe von 1982 bis 1988 in 108 Länderspielen mit, davon 14 in der Halle.